# Station Warszawa Praga
Station Warszawa Praga is een spoorwegstation in het stadsdeel Praga in de Poolse hoofdstad Warschau.